# Soulside Journey
Soulside Journey este albumul de debut al formației Darkthrone. Genul albumului este predominant death metal, dar există și unele elemente black metal.
Acest album este singurul în care membrii formației folosesc alte nume decât pseudonimele care i-au consacrat: Fenriz e Hank Amarillo, un pseudonim ales în glumă, Nocturno Culto e Ted Skjellum, numele lui real, iar Zephyrous e Ivar Enger, de asemenea numele lui real.
Revista Terrorizer a clasat Soulside Journey pe locul 37 în clasamentul "Cele mai bune 40 de albume death metal".
Albumul a fost relansat în 2003, incluzând ca bonus prima parte a unui interviu în care Fenriz și Nocturno Culto se chestionează reciproc.

## Lista pieselor
1. "Cromlech" - 04:11
2. "Sunrise Over Locus Mortis" - 03:31
3. "Soulside Journey" - 04:36
4. "Accumulation Of Generalization" - 03:17
5. "Neptune Towers" - 03:15
6. "Sempiternal Sepulchrality" - 03:32
7. "Grave With A View" - 03:27
8. "Iconoclasm Sweeps Cappadocia" - 04:00
9. "Nor The Silent Whispers" - 03:18
10. "The Watchtower" - 04:58
11. "Eon" - 03:39

## Personal
- Hank Amarillo (Fenriz) - baterie
- Ted Skjellum (Nocturno Culto) - vocal, chitară
- Ivar Enger (Zephyrous) - a doua chitară
- Dag Nilsen - chitară bas